# Arsène Fokou
Arsène Fokou Fosso est un boxeur camerounais né le 27 juin 1983 à Yaoundé. 

## Palmarès
En 2017, il devient champion d'Afrique des +91 kg puis décroche la médaille bronze aux championnats du monde de Hambourg en 2017. Il devient ainsi le premier boxeur d'Afrique centrale médaillé mondial, ainsi que le premier africain à décrocher une médaille dans la catégorie des super-lourds.
| Date | Compétition            | Lieu        | Catégorie | Résultat |
| ---- | ---------------------- | ----------- | --------- | -------- |
| 2017 | Championnats d'Afrique | Brazzaville | +91 kg    | 1er      |
| 2017 | Championnats du monde  | Hambourg    | +91 kg    | 3e       |